# Ekonomická antropologie
Ekonomická antropologie je část ekonomické teorie, která se zabývá výzkumem ekonomických systémů a jejich vztahů k člověku.

## Předměty výzkumu
Jejím předmětem je komparativní výzkum ekonomických systémů, procesů a institucí v tradičních i moderních společnostech v čase a prostoru. Původně byly v centru zájmu ekonomických antropologů analýzy ekonomických struktur a činností v tradičních rodových společnostech, později, pod vlivem procesů modernizace a industrializace, které začaly probíhat také v rozvojových zemích, antropologové rozšířili spektrum zájmů na studium procesů ekonomické transformace lovecko-sběračských a rolnických společností ve společnosti industriálního typu.

## Typy ekonomického hospodaření
1. Tržní směna – v dnešní době jediný možný typ hospodaření[zdroj⁠?!]. Platí systém komodifikace (komodita = obchodovatelná jednotka, jejíž hodnotu lze vyjádřit v ceně); v tržní směně je nejdůležitějším prvkem platidlo, v jehož míře se dá vyjádřit hodnota jakékoli komodity.
2. Reciprocita (= systém obdarovávání) – reciprocita funguje na základě očekávání protislužby.
  - generalizovaná – není očekávána přesná protislužba (platí pro rodinu či druha)
  - balancovaná – protislužba je očekávána za delší časový úsek, mluvit o protislužbě je v takovém případě přísné tabu.
  - negativní – nevyrovnaná výměna – strany reciprocity si nejsou rovny, proto ani transakce není vyrovnaná. Jsou to například systémy otroctví či feudalismu, kdy níže postavený dává více, než dostává nazpět, nebo naopak systémy patronátu v antice či mecenášství v renesanci, kdy níže postavený dostává více, než je schopen dát výše postavenému.
3. Redistribuce – moc a majetek jsou centralizovány do rukou jednoho člověka (headman, náčelník), který přerozděluje zdroje mezi jednotlivé skupiny a jedince

## Platidlo
- funkce: prostředek směny, ukazatel hodnoty, uchovatel hodnoty (např. drahé kovy)
- tradiční kultury a peníze: komodifikace není stabilní, má většinou dvě sféry oběhu – prestižní (např. při rituálech) a všední